# O anthropos me to garyfallo
O anthropos me to garyfallo é um filme de drama grego de 1980 dirigido e escrito por Nikos Tzimas. Foi selecionado como representante da Grécia à edição do Oscar 1981, organizada pela Academia de Artes e Ciências Cinematográficas.
Foi inscrito no 12º Festival Internacional de Cinema de Moscou, onde ganhou um Diploma Especial.

## Elenco
- Alekos Alexandrakis - Georgios Kartalis
- Angelos Antonopoulos - Tom
- Kostas Kazakos
- Vangelis Kazan - Georgios Papadopoulos
- Petros Fyssoun
- Manos Katrakis - Nikolaos Plastiras
- Foivos Gikopoulos - Nikos Belogiannis
- Costas Arzoglou
- Anestis Vlahos - Apostolos